# ساختمان گمرک کرمانشاه
ساختمان گمرک کرمانشاه بنایی تاریخی در شهر کرمانشاه است که مربوط به دوره قاجار است و در کرمانشاه، خیابان تختی واقع شده‌است.

## تاریخچه
ادارهٔ گمرک کرمانشاه در اواخر دوران پادشاهی محمدشاه قاجار تأسیس شد و مکان آن در محدودهٔ ارگ حکومتی، در جلوخان کنونی و در درون کاروانسرایی بود که در مقابل ساختمان کنونی کلانتری نیروی انتظامی قرار داشته‌است. با رونق تجارت، به تدریج مغازه‌های زیادی در پیرامون گمرک و کاروانسرا شروع به کار کرد و بخشی از بازار کرمانشاه که با نام بازار بزازخانه شناخته می‌شود شکل گرفت. پس از مدتی ساختمان کنونی گمرک در مکانی که در آن زمان حاشیهٔ شمالی شهر محسوب می‌شد احداث گردید. ساختمان گمرک دارای سه در ورود و خروج بود و در کنار هر در، دکه‌ای برای استقرار مسئولان کنترل ورود و خروج کالا ساخته شده‌بود.
در دوران ناصرالدین‌شاه ادارهٔ گمرکات ایران به مستشاران بلژیکی واگذار شد و بلژیکی‌ها بر گمرک کرمانشاه نیز مدیریت داشتند. در زمان وقایع انقلاب مشروطیت، لامبرت مولیتور مدیریت گمرک کرمانشاه را بر عهده داشت. در این زمان به دلیل حملات سالارالدوله که با هدف مصادرهٔ درآمد گمرک به این ساختمان حمله می‌کرد، فعالیت گمرک مختل و ساختمان گمرک کرمانشاه تعطیل گردید.

### تاریخ ساخت بنا
تاریخ دقیق ساخت ساختمان گمرک کرمانشاه مشخص نیست. اگرچه در بیشتر منابع این بنا به دوران قاجار مربوط دانسته شده‌است، اما محمدعلی سلطانی در جغرافیای تاریخی و تاریخ مفصل کرمانشاهان تاریخ ساخت آن را ۱۳۱۴ خورشیدی (۱۳۵۳ قمری) و عصر پهلوی اول ذکر کرده‌است. از آنجا که خود او در همان کتاب این بنا را از آثار حسینعلی‌خان هندسی گوران دانسته و سال درگذشت هندسی گوران را نیز ۱۳۱۱ ذکر کرده‌است، این تاریخ احتمالا صحیح نیست.

## موقعیت
ساختمان گمرک کرمانشاه در خیابان تختی این شهر واقع شده‌است. این خیابان تا پیش از انقلاب بهمن ۱۳۵۷ به دلیل قرارگیری این اداره خیابان گمرک نام داشت. پس از انقلاب نام خیابان به خیابان تختی تغییر کرد.

## معمار
ساختمان گمرک کرمانشاه توسط حسینعلی‌خان هندسی گوران طراحی و ساخته شده‌است. او که دانش‌آموختهٔ رشتهٔ معماری دارالفنون بوده و علاوه بر آن برای آموختن معماری در فرانسه تحصیل کرده‌بود، همچنین به سبب تأسیس نخستین مدرسهٔ مدرن در کرمانشاه به نام مدرسه محتشمیه در مهر ۱۲۷۸ خورشیدی (۱۸۹۹ میلادی) به عنوان بنیانگذار آموزش و پرورش نوین در شهر کرمانشاه نیز شناخته می‌شود. هندسی گوران که پس از بازگشت از فرانسه به دلیل تسلط به زبان فرانسوی در ادارهٔ گمرک کرمانشاه مشغول به کار شده‌بود، علاوه بر ساختمان گمرک کرمانشاه، ساختمان چندین گمرک مرزی دیگر را نیز در غرب کشور از هورامان لهون تا سوسنگرد طراحی و اجرا کرده‌است.

## فعالیت‌های اداری
ساختمان گمرک کرمانشاه، علاوه بر آنکه محل انجام فعالیت‌های اداری اداره کل گمرک کرمانشاه است، محل ستاد نظارت گمرکات استان کرمانشاه نیز هست، و همچنین به عنوان محل آموزش گمرکات غرب کشور و آموزش‌های بین‌المللی گمرک برای عراقیان نیز مورد استفاده قرار می‌گیرد. گمرکات کرمانشاه، خسروی، پرویزخان و پاوه و نیز بازارچه‌های مرزی شوشمی، پرویزخان و «شیخ‌صله» در استان کرمانشاه زیر نظر این اداره فعالیت می‌کنند.

## انتقال ساختمان
ادارهٔ گمرک کرمانشاه قصد تغییر مکان ساختمان اداری خود را دارد. بدین منظور زمینی پنج هکتاری در شهرک صنعتی بیستون خریداری شده‌است. در بودجه سال ۱۳۹۴ برای احداث ساختمان جدید گمرک کرمانشاه ۲ میلیارد تومان اعتبار منظور شده‌بود.

## تملک ساختمان توسط نیروی انتظامی
محل ساختمان گمرک کرمانشاه، در خیابان تختی این شهر در مجاورت بیمارستان و درمانگاه نیروی انتظامی قرار دارد. به دلیل احداث ساختمان جدید برای گمرک و انتقال به محل جدید، ادارهٔ کل گمرکات استان کرمانشاه که هم‌اکنون مالکیت ساختمان را در دست دارد، قصد واگذاری ساختان را دارد. در اواخر سال ۱۳۹۸ اخباری مبنی بر اعلام آمادگی نیروی انتظامی کرمانشاه برای تملک ساختمان گمرک کرمانشاه منتشر شد.لذا هم اکنون بر اساس اخبار منتشرشده نیروی انتظامی قصد اضافه کردن این ساختمان به مجموعهٔ بیمارستانی خود و قرار دادن آن در طرح توسعهٔ بیمارستان خود را دارد.